# Вощиники (Ошмянский район)
Вощинки (бел. Вашчы́нікі) — деревня в Ошмянском районе Гродненской области Белоруссии. Входит в состав Борунского сельсовета.

## География
Ближайшие населённые пункты Войтехово, Куторовщина, Черкасы и др.
Пролегает дорога Н-7141.

## История
В 1905 году в Ошмянской уезде Куцевичской волости Виленской губернии.
До 17 января 1969 года деревня входила в состав Куцевичского сельсовета.

## Население

### Численность
- 2009 год — 19 человек

### Динамика
- 2009 год — 19 человек (перепись населения)[2]